# Razvigorovo, Șumen
Razvigorovo (în bulgară Развигорово) este un sat în comuna Hitrino, regiunea Șumen,  Bulgaria. 

## Demografie
Componența etnică a satului Razvigorovo
     Turci (87,55%)
     Bulgari (8,29%)
     Romi (4,14%)
     Nicio identificare (0%)
La recensământul din 2011, populația satului Razvigorovo era de 217 locuitori. Din punct de vedere etnic, majoritatea locuitorilor (87,55%) erau turci, existând și minorități de bulgari (8,29%) și romi (4,14%). Pentru 0% din locuitori nu este cunoscută apartenența etnică.